# حرب الكوم (رواية)
حرب الكوم هي رواية للكاتب  المغربي محمد المعزوز صدرت عن المركز الثقافي للكتاب، سنة 2022 وحصلت على جائزة القراء الشباب للكتاب المغربي سنة 2023’ وهي عمل يَندرجُ، على صعيد النوع الأدبي، ضمن روايات ما بعد الاستعمار. ،كما كانت الرواية ضمن لائحة أفضل 20 رواية لسنة2022 . سبق للكاتب أن فازت روايته “رفيف الفصول” بجائزة المغرب للكتاب، ورشحت روايته “بأي ذنب رحلت” في القائمة القصيرة لجائزة الرواية العربية “بوكر”

## ملخص الكتاب
"حرب الكوم" هي رواية تاريخية اجتماعية تروي قصة الجنود المغاربة الذين جندتهم فرنسا قسرا للقتال في جيشها خلال الحرب العالمية الثانية، ضدّ ألمانيا النازية. كما مسلطت الضوء على التضحيات الكبيرة التي قدموها في ميادين القتال، وعلى إيمانهم وشجاعتهم وصمودهم أمام أهمال الحرب، كما سلطت الرواية الضوء على الجوانب المظلمة من الحرب، ومنها عدم الاعتراف ببطولات الجنود المغاربة وتشويه سمعتهم بعد الحرب، حيث تم تصويرهم بشكل سلبي والافتراء عليهم، رغم تضحياتهم الكبيرة في ميادين القتال.

## الشخصيات الرئيسية
- عيسى، وهو شخصية أساسية في الرواية، بعرف نفسه "كواحد من عبيد اليونان الذين كان يتفرّج عليهم في السينما، مقيّد الأرجل واليدين، محشوًّا في عربة متهالكة تحمله إلى حرب لا يعرف عنها شيئًا"(الرواية، ص91).
- موسى: الأخ التوأم لعيسي
- عليّ: عاش حياة تراجيدية، درس في فرنسا الرياضيات والفيزياء. وانتسب وعيا مكنه من معرفة النوايا الاستعمارية لفرنسا التي تدمّرالشعوب حيث قال عنها الكاتب

- زوليخا اذأخت عيسى وموسى
- سليمان: ابن فقيه الحي عبد السّلام الصّوفي، رب أسرة مكونة من ستة أفراد،
- حليمة: الزّوجة والأم

## اقتباسات من الرواية
"كواحد من عبيد اليونان الذين كان يتفرّج عليهم في السينما، مقيّد الأرجل واليدين، محشوًّا في عربة متهالكة تحمله إلى حرب لا يعرف عنها شيئًا." (ص91) هذا الاقتباس على لسان عيسى، ويجسّد شعور الاغتراب واللاجدوى الذي يعيشه المجنّد المغربي في حرب لا تخصه.
"تقودها إلى حشود من الأشباح لا تعرف بعضها البعض، ولا ترى الوطن وطنها، بل مجرد عدم أو عدوان." (ص77) قالها عليّ، وهو يصف فرنسا الاستعمارية، بنواياها تجاه الشعوب المستعمَرة.
"لماذا نولد ونمضي إلى الموت منحدرين إلى صفوح النسيان الأليم؟" تعبير عن عبثية الحرب والمصير الإنساني، ورد على لسان عليّ أيضًا.

"الحرب ما زالت مستمرة في عقلي، وفي الهواء تلوث السكينة."

## المكان
تدورالأحداث في المغرب وفي أروروبا، في المغرب تدورالأحداث في وجدة الواقعة شرق المغرب، وفي حي كولوش المعروف بالفيلاج، يصف الراوي الفضاء كما يلي.
"يحاذي وادي إيسلي الذي تفرّعت عنه غدران تعانق البقاع. أهلته قبائل مختلفة من مدينة وجدة كبني يزناسن وأنجاد ولماهية. أغلب أفرادها أجراء وخمّاسة عند المعمّرين. يسكنون بيوتًا من طين، إما متزاحمة أو متلاصقة على امتداد دروب ضيّقة، وإمّا متفرّقة ومشتتة يبعد بعضها عن بعض وسط الحقول والأراضي المزروعة والبور المهملة" (الرواية، ص8) 
و في أوروبا دارت أحذاث الرواية في منطقة مونتي كاسينو" في إيطاليا، حيث شارك الجنود المغاربة في معركة مونتي كاسينو التي كانت حاسمة في الحرب العالمية الثانية، وهي معركة استمرت لفترة طويلة في الفترة من يناير إلى مايو 1944. شاركت القوات المغربية في هذه الجبهة الإيطالية، حيث تم تكليفهم بمهام مختلفة بما في ذلك الدفاع عن مواقع مهمة والمشاركة في الهجمات العسكرية ضد القوات الألمانية والإيطالية. واجهت القوات المغربية تحديات كبيرة وتحملت خسائر جسيمة. لكنها قدمت أداءً بارزًا في المعركة وساهمت في نجاح العمليات العسكرية التي أدت في النهاية إلى تحرير المنطقة.
في كتاب "نصر دون مجد"، للمؤرخة الفرنسية جولي لوغاك، تقول: "من شهر يناير/كانون الثاني إلى مايو/أيار 1944، شهد موقع كاسينو أربع معارك قاسية شارك فيها الجيش الفرنسي بجانب القوات الأمريكية ومقاتلين من أفريقيا ومن شمال أفريقيا التي كانت أنذك مستعمرات فرنسية". وتابعت: "60 بالمئة من عناصر الجيش الفرنسي كانوا ينحدرون من المستعمرات كالجزائر والمغرب وتونس".

## النقد والاستقبال
اعتُبرت محاولة قوية لتفكيك السردية الاستعمارية الفرنسية وتسليط الضوء على واقع المجندين المغاربة (الكوم) الذين أُرسلوا إلى جبهات الحرب العالمية الأولى والثانية دون اعتراف بمساهماتهم . وقد أشاد النقاد بلغة الرواية الغنية التي تمزج بين أبعاد تراجيدية ورومانسية، وتبرز من خلالها الخصوصية البطولية للإنسان المغربي الكومي، في مواجهة آلة الحرب والاضطهاد الاستعماري . كما نوهوا إلى أن الرواية تسعى إلى بناء سرد مضاد يستعيد الوعي التاريخي ويصحّح سردية الاحتلال، عبر سرد متعدد الأصوات قائم على ضمير الغائب، يعزز تجسيد البطولة المنسية ويوضح الانحياز العنصري الاستعماري. على مستوى الجمهور، وصف بعض القراء الرواية بأنها «مثيرة للاهتمام ومشوّقة»، رغم ملاحظة متعلقة بـ"المبالغة في تطيهر العرب وشيطنة الغرب". بشكل عام، تُعدّ "حرب الكوم" رواية محورية ضمن أدب ما بعد الكولونيالية بالمغرب، تقدّم استعادة سردية وذاكرة جماعية مغيبة. كما اختارها القراء الشباب كأحسن رواية مغربية لسنة 2023 وذلك في إطار جائزة القراء الشباب للكتاب المغربي الذي تنظمها جمعية شبكة القراءة بالمغرب